# Galdan Namchot

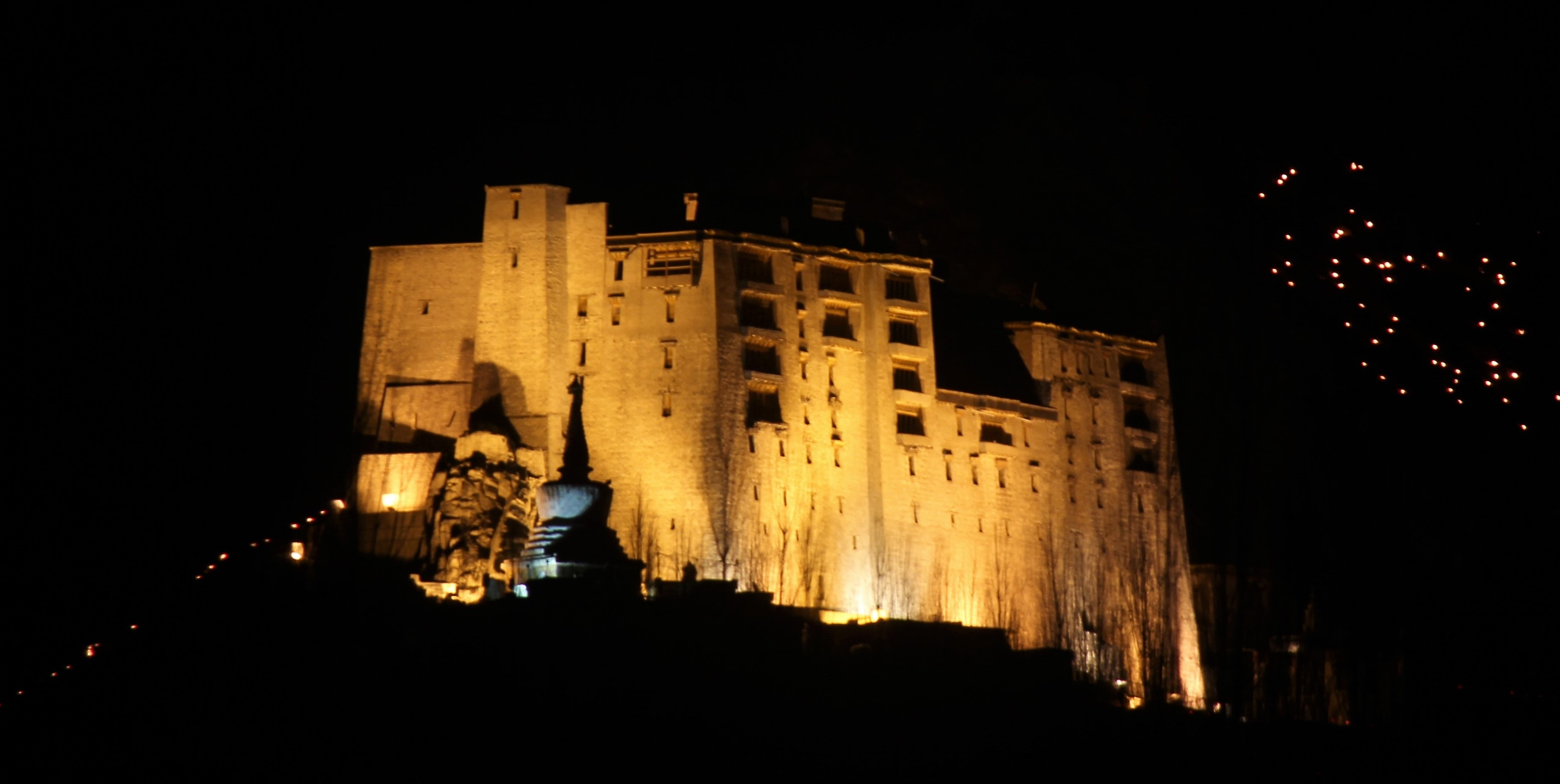
Le palais de Leh, illuminé le jour de la fête

Galdan Namchot, également connu sous le nom de fête de l'allumage des lampes (chinois simplifié : 燃灯节 ; chinois traditionnel : 燃燈節 ; pinyin : rándēng jié) est une fête célébrée donnée dans différentes régions de l'Himalaya, par des Tibétains et Mongols adepte de l'école Gelugpa du bouddhisme tibétain, le 25e jour du 10e mois du calendrier tibétain, anniversaire de la mort de Tsongkhapa, fondateur de l'école Gelugpa, également considéré comme le jour de son éveil ou buddhatva. Il donne lieu à un jour férié à Leh, en Inde.
Cette célébration fêtée tous les ans, commence le 25e jour du 10e mois du calendrier tibétain, dure un à deux jours.

## Dates
Comme le Ladakh suit le calendrier luni-solaire tibétain et que cette fête arrive le 25e jour du 10e mois de celui-ci, chaque année, il se déroule à une date différente du calendrier grégorien.
| Année | Date        |
| ----- | ----------- |
| 2012  | 8 décembre  |
| 2013  | 23 décembre |
| 2014  | 16 décembre |
| 2015  | 5 décembre  |
| 2016  | 23 décembre |
| 2017  | 12 décembre |
| 2018  | 2 décembre  |
| 2019  | 21 décembre |
| 2020  | 10 décembre |